# Blepharodon grandiflorum
Blepharodon grandiflorum är en oleanderväxtart. Blepharodon grandiflorum ingår i släktet Blepharodon och familjen oleanderväxter.

## Underarter
Arten delas in i följande underarter:
- B. g. crassifolius
- B. g. grandifolium